# Dermestes flavicornis
Dermestes flavicornis là một loài bọ cánh cứng trong họ Dermestidae. Loài này được Schneider miêu tả khoa học năm 1785.